# Barca (Košice)
Barca est un quartier de la ville de Košice.

## Histoire
Première mention écrite du village en 1215.
La localité fut annexée par la Hongrie après le premier arbitrage de Vienne le 2 novembre 1938. En 1938, on comptait 1949 habitants dont 69 juifs. Elle faisait partie du district de Košice, en hongrois Kassai járás. Durant la période 1938 -1945, le nom hongrois Bárca était d'usage. À la libération, la commune a été réintégrée dans la Tchécoslovaquie reconstituée.
Barca était un village qui a été englobé dans la ville de Košice en 1968.

## Patrimoine
- Église des saints Pierre et Paul
- Église calviniste
- Statue de Jean-Paul II inaugurée le 15 juillet 2006 11 ans après la visite du pape à Košice.
- Parc

## Transport
Terminus des lignes de tram 4 et R8 au niveau de la statue de Jean-Paul II (Socha Jána Pavla II)
Ligne de bus 12,23,24,31.
Le quartier possède une gare sur la ligne de chemin de fer 160 et ligne de chemin de fer 169.
L'aéroport international de Košice se situe sur le territoire de Barca.

## Galerie

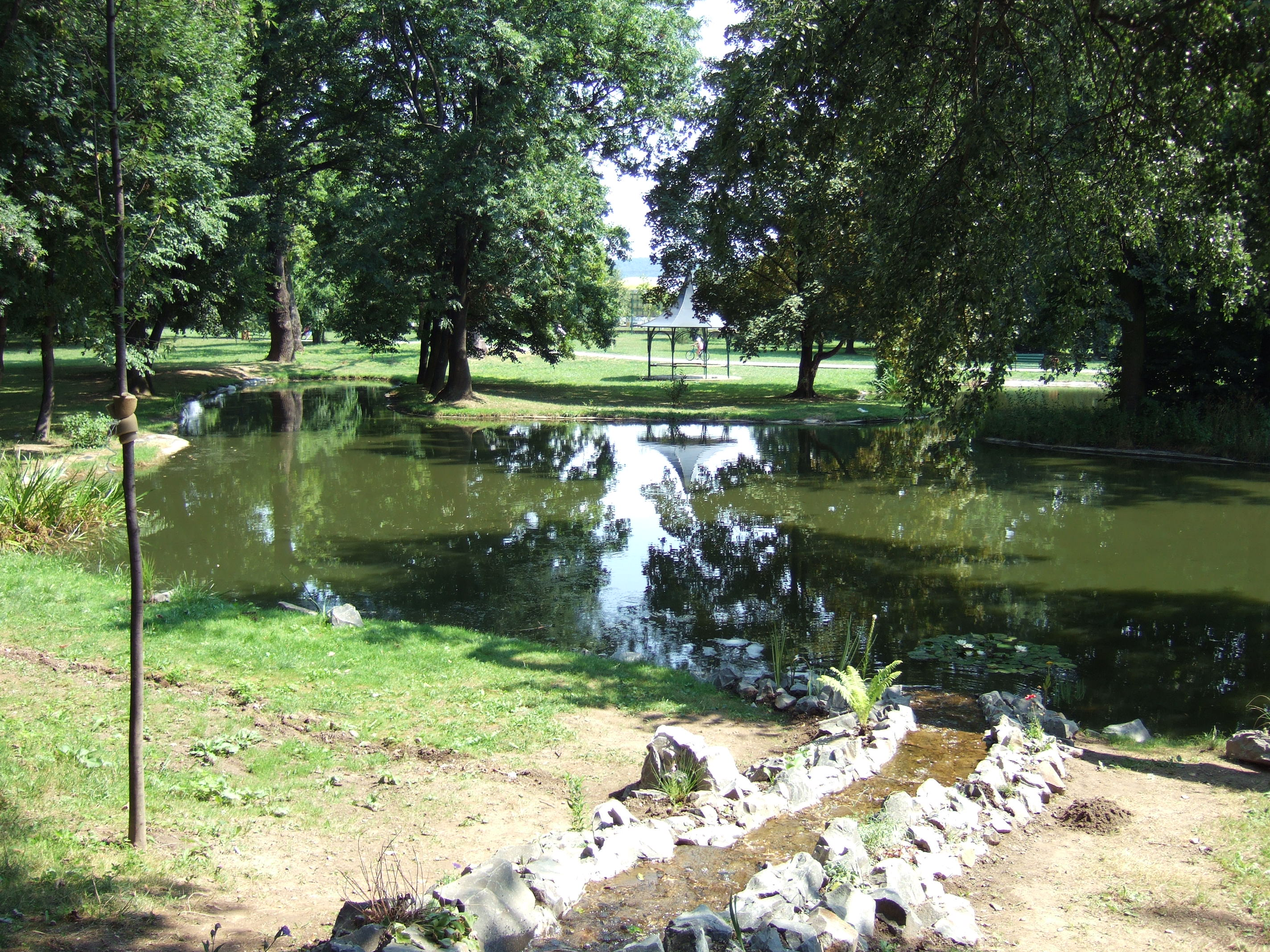
Lac dans le parc
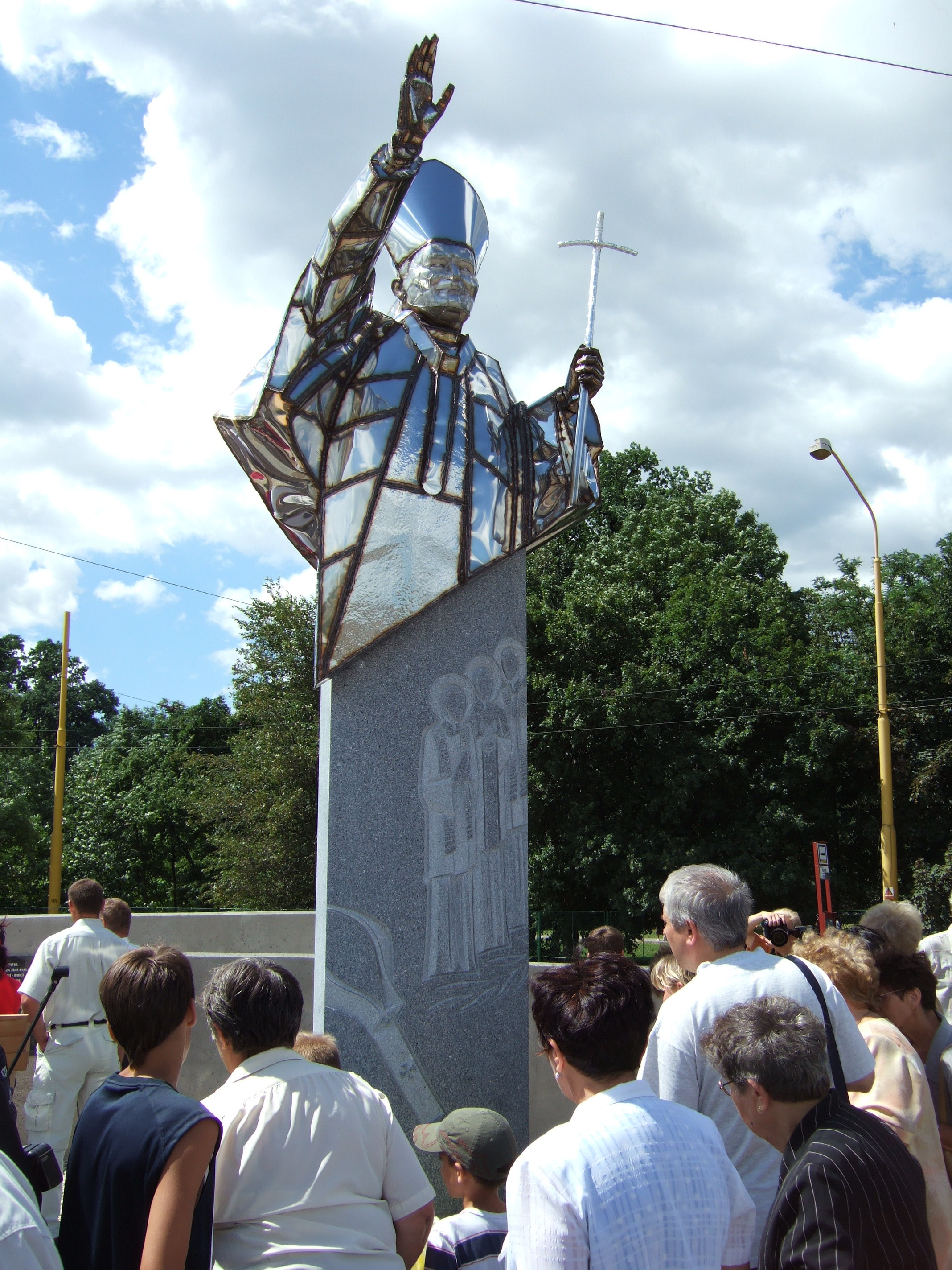
statue de Jean-Paul II
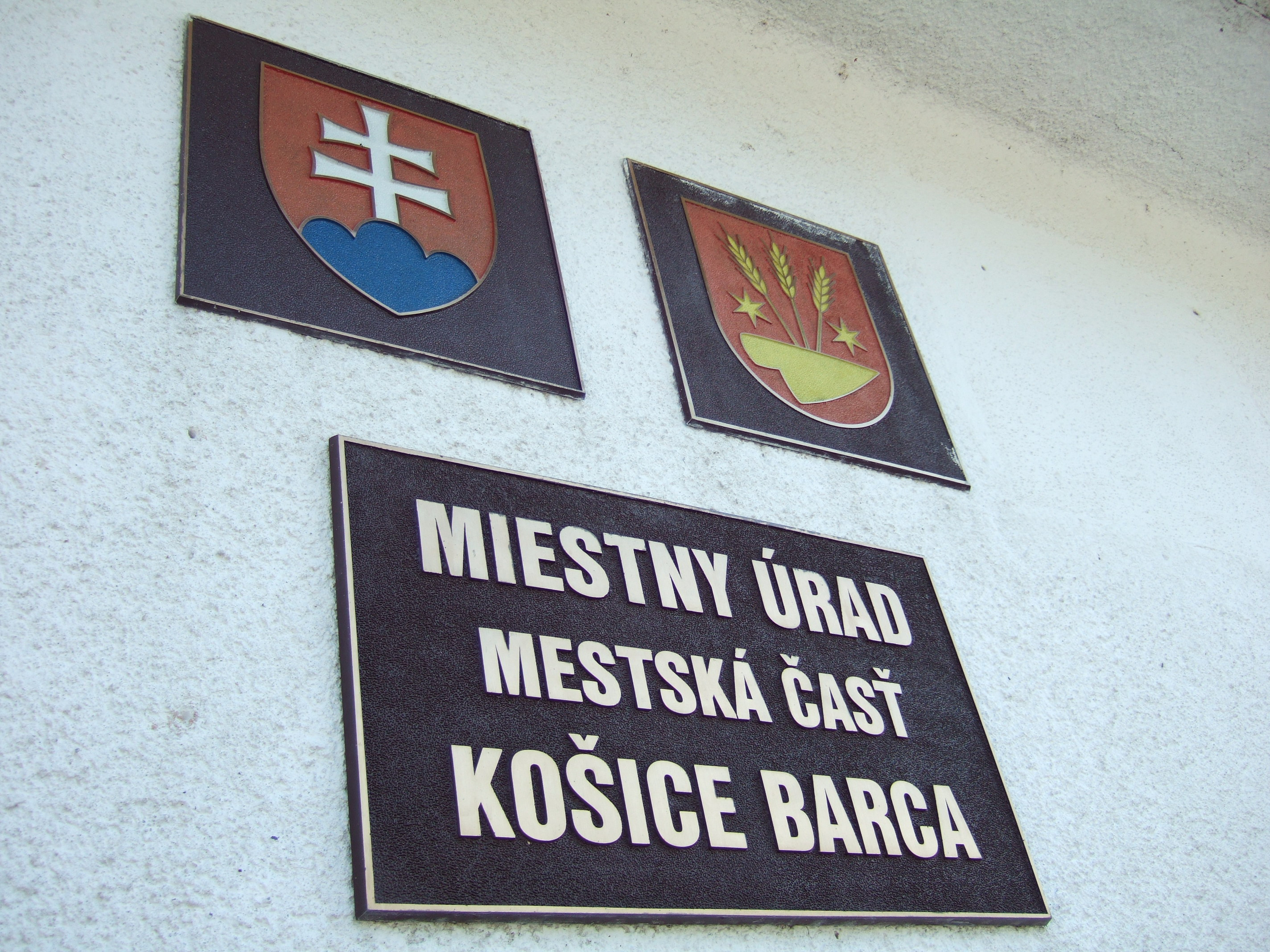
Armoiries de Barca